# 片桐貞経
片桐 貞経（かたぎり さだつね）は、江戸時代中期の大和国小泉藩の世嗣。通称は隼人。

## 略歴
3代藩主・片桐貞房の次男として誕生。正室は小出英利の娘。
兄・貞寛が早世したため嫡子となる。元禄10年（1697年）徳川綱吉に拝謁するが、家督相続前の宝永6年（1709年）に25歳で早世した。
代わって、従兄・貞起が養子に迎えられ嫡子となった。